# Chikkamalur, Madhugiri
Chikkamalur là một làng thuộc tehsil Madhugiri, huyện Tumkur, bang Karnataka, Ấn Độ.